# Трёхгорное (Восточно-Казахстанская область)
Трёхгорное (каз. Трёхгорное) — упразднённое село в Шемонаихинском районе Восточно-Казахстанской области Казахстана, входило в состав Волчанского сельского округа. Код КАТО — 636837800. 

## География
Село располагалось в центральной части Шемонаихинского района, в 10 километрах к северу от административного центра сельского округа села Волчанка, в 18 километрах к востоку от районного центра города Шемонаиха. Ближайшая железнодорожная станция Шемонаиха — располагалась в 20 километрах к западу от села (по дороге — 33 км). Соседние населённые пункты: Берёзовка в 7 километрах к югу. Транспортное сообщение осуществлялось просёлочными дорогами. Высота центра упразднённого населённого пункта — 426 метров над уровнем моря.

## История
Постановлением Восточно-Казахстанского областного акимата от 04 июля 2014 года № 178 и решением Восточно-Казахстанского областного маслихата от 09 июля 2014 года № 20/258-V «О внесении изменений в административно-территориальное устройство Шемонаихинского района Восточно-Казахстанской области» — населённый пункт Трёхгорное был отнесён к категориям иных поселений и исключён из учётных данных; поселение упразднённого населённого пункта вошло в состав села Берёзовка.

## Население
| Численность населения | Численность населения | Численность населения |
| 1989                  | 1999                  | 2009                  |
| --------------------- | --------------------- | --------------------- |
| 230                   | ↘137                  | ↘54                   |